# Voetbalkampioenschap van Harz
Het voetbalkampioenschap van Harz (Duits: Gauliga Harz) was een van de regionale voetbalcompetities van de Midden-Duitse voetbalbond, die bestond van 1908 tot 1933. De kampioen plaatste zich telkens voor de Midden-Duitse eindronde en maakte zo ook kans op de nationale eindronde, enkel in de eerste twee seizoenen nam de club nog niet deel aan de eindronde. . Van 1919 tot 1923 werden de clubs ondergebracht in de Kreisliga Elbe tot 1923 als tweede klasse, daarna werd de competitie terug zelfstandig als Gauliga Harz. Clubs uit Aschersleben en Staßfurt werden toen ondergebracht in een andere competitie. In 1928 keerden de clubs uit Aschersleben terug. 
In 1933 kwam de Nationaalsocialistische Duitse Arbeiderspartij aan de macht en werden de overkoepelende voetbalbonden en hun talloze onderverdelingen opgeheven om plaats te maken voor de nieuwe Gauliga. De competitie van Harz bleef wel bestaan, maar werd nu de derde klasse (Kreisklasse). De clubs uit Harz werden niet goed genoeg bevonden voor de Gauliga Mitte en ook voor de Bezirksklasse Magdeburg-Anhalt werden maar twee clubs toegelaten. 

## Erelijst
- 1909 FC Askania Aschersleben
- 1910 FK Hohenzollern Quedlinburg
- 1911 FC Preußen Halberstadt
- 1912 FC Preußen Halberstadt
- 1913 FC Preußen Halberstadt
- 1914 FC Germania 1900 Halberstadt
- 1915 Competitie niet voltooid
- 1916 FC Germania 1900 Halberstadt
- 1917 FC Germania 1900 Halberstadt
- 1918 FC Germania 1900 Halberstadt
- 1919 FC Germania 1900 Halberstadt
- 1924 FC Preußen Halberstadt (1)
- 1925 FC Germania 1900 Halberstadt
- 1926 FC Germania 1900 Halberstadt
- 1927 FC Germania 1900 Halberstadt
- 1928 FC Germania 1900 Halberstadt
- 1929 FC Germania 1900 Halberstadt
- 1930 FC Germania 1900 Halberstadt
- 1931 FC Germania 1900 Halberstadt
- 1932 FC Germania 1900 Halberstadt
- 1933 FC Germania 1900 Halberstadt

(1) Preußen eindigde boven Germania, maar had ook twee wedstrijden meer gespeeld, Germania werd naar de eindronde gestuurd.

## Seizoenen eerste klasse
Van seizoen 1918/19 is enkel de kampioen bekend. 
| Club                                  | /20 | Periode (1908-1918, 1923-1933)  |
| ------------------------------------- | --- | ------------------------------- |
| FC Germania 1900 Halberstadt          | 19  | 1908-1911, 1912-1918, 1923-1933 |
| SC Preußen 1909 Halberstadt           | 15  | 1909-1914, 1923-1933            |
| Quedlinburger SV 1904                 | 14  | 1908-1912, 1923-1933            |
| FC Askania 1900 Aschersleben          | 14  | 1908-1909, 1910-1918, 1928-1933 |
| SpVgg 1904 Thale                      | 11  | 1917-1918, 1923-1933            |
| SV Germania 1916 Wernigerode          | 10  | 1923-1933                       |
| SC 1910 Halberstadt                   | 10  | 1912-1915, 1925-1930, 1931-1933 |
| FC Viktoria 1910 Wernigerode          | 9   | 1911-1912, 1915-1917, 1923-1929 |
| VfL Mars Quedlinburg                  | 5   | 1928-1933                       |
| SpVgg 1908 Aschersleben               | 5   | 1913-1914, 1929-1933            |
| SV Teutonia 1913 Aschersleben         | 5   | 1915-1918, 1928-1929, 1930-1931 |
| VfB Blankenburg                       | 4   | 1923-1926, 1932-1933            |
| VfL Halberstadt                       | 4   | 1927-1931                       |
| FC Viktoria 1911 Thale                | 3   | 1914-1917                       |
| FC Burgund 09 Halberstadt             | 2   | 1913-1915                       |
| VfB Borussia Halberstadt              | 2   | 1923-1925                       |
| FK Hohenzollern Quedlinburg           | 2   | 1909-1911                       |
| FC Britannia Aschersleben             | 2   | 1913-1915                       |
| Thaler FC 1904                        | 2   | 1915-1917                       |
| FC Askania Halberstadt                | 2   | 1914-1915, 1917-1918            |
| LBC 1908 Staßfurt                     | 2   | 1908-1909, 1910-1911            |
| Fußballfreunde Oschersleben           | 1   | 1926-1927                       |
| FC Seesen                             | 1   | 1917-1918                       |
| SC Thale                              | 1   | 1908-1909                       |
| FC Hohenzollern Staßfurt-Leopoldshall | 1   | 1917-1918                       |
| 1. FC Burgund Aschersleben            | 1   | 1910-1911                       |
| FC Wacker Halberstadt                 | 1   | 1908-1909                       |
| FC Fortuna Quedlinburg                | 1   | 1908-1909                       |
| Kaufmännischer TV Halberstadt         | 1   | 1908-1909                       |

1908/09 · 1909/10 ·  1910/11 · 1911/12 · 1912/13 ·  1913/14 · 1914/15 · 1915/16 · 1916/17 · 1917/18 · 1918/19 · 1923/24 · 1924/25 · 1925/26 · 1926/27 · 1927/28 · 1928/29 · 1929/30 · 1930/31 · 1931/32 · 1932/33